# عیسی کلانتری
عیسی کلانتری (زادهٔ ۱۳۳۱ در مرند) سیاستمدار و مدیر اجرایی ایرانی است که از سال ۱۳۶۷ تا ۱۳۷۹ سمت وزیر جهاد کشاورزی ایران را بر عهده داشت. او در دولت دوازدهم همزمان به‌عنوان معاون رئیس‌جمهور و رئیس سازمان حفاظت محیط زیست فعالیت کرد. وی همچنین از سال ۱۳۹۲ تا تیر ۱۴۰۱ دبیر ستاد احیای دریاچه ارومیه بود که وعده داده بود با اجرای طرح‌هایی با هزینه ۵ میلیارد دلار این دریاچه تا سال ۱۴۰۲ احیا می‌شود. او سابقه ریاست سازمان تحقیقات، آموزش و ترویج کشاورزی ایران، ریاست مؤسسه تحقیقات اصلاح و تهیه بذر و نهال و ریاست کمیته ملی المپیک ایران را دارد و مشاور رئیس مجمع تشخیص مصلحت نظام در دوره ریاست هاشمی رفسنجانی بود. وی از اعضای مؤسس حزب کارگزاران سازندگی است.
او دانش‌آموختهٔ کارشناسی زراعت و اصلاح نباتات در دانشگاه ارومیه، کارشناسی ارشد فیزیولوژی گیاهان زراعی در دانشگاه نبراسکا-لینکلن و دکترای فیزیولوژی و بیوشیمی محصولات زراعی از دانشگاه ایالتی آیووا است.
او همچنین مشاور معاون اول رئیس‌جمهور در امور آب، کشاورزی و محیط زیست، در دولت‌های  یازدهم و دوازدهم بوده است. وی پس از ادغام دو وزارتخانه کشاورزی و جهاد سازندگی و از سال ۱۳۸۱ با تشکیل خانه کشاورز به عنوان یک تشکل صنفی-سیاسی بخش کشاورزی، دبیرکل آن شد و تاکنون در این سمت فعالیت می‌کند.

## پرونده قضایی
روز سه‌شنبه ۱۹ اسفند ۱۳۹۹، باوجود عذرخواهی قبلی، عیسی کلانتری به اتهام توهین به روح‌الله خمینی در یک مصاحبه به ۴ ماه حبس تعزیری و منع عضویت در احزاب و گروه‌های سیاسی به مدت دو سال و همچنین به اتهام نشر اکاذیب به قصد تشویش اذهان عمومی به پرداخت چهل میلیون ریال جزای نقدی در شعبه ۱۰۵۸ دادگاه کیفری محکوم شده است.

در این مصاحبه که به گفته کلانتری، خبرنگار از عیسی کلانتری می‌پرسد: «فکر می‌کنید بین امام و آمریکایی‌ها مذاکره صورت گرفت؟» او در جواب می‌گوید: 
«نمی‌دانم خبر ندارم، شاید به این صورت بشود گفت که حضرت امام فرزند ناخلفی برای آن‌ها بود. آن‌ها پشت شاه را خالی کردند و حضرت امام هم از این فرصت استفاده کردند.

## ستاد احیای دریاچه ارومیه
در ۲ بهمن ۱۳۹۲، حمید چیت‌چیان وزیر وقت نیرو، اعلام کرد که ستاد احیای دریاچه ارومیه به دبیری کلانتری تشکیل شده است تا به بررسی راهکارهایی برای احیای دریاچه ارومیه در استان آذربایجان غربی بپردازد.
کلانتری در سال ۱۳۹۳ در حالی که دبیر ستاد احیای دریاچه ارومیه بود بیان کرد که طبق برنامه جامع احیای این ستاد، با انجام پروژه‌هایی عمدتاً عمرانی با هزینه ۱۴٫۵ تا ۱۵ هزار میلیارد تومان (۴٫۸ الی ۵ میلیارد دلار) دریاچه ارومیه تا سال ۱۴۰۲ دریاچه ارومیه احیا می‌شود. برای احیای این دریاچه در تراز اکولوژیک نیاز است حجم آب دریاچه به نزدیک به ۱۴٫۵ میلیارد متر مکعب برسد. با وجود انجام عمده هزینه‌های مربوط به طرح‌های ستاد احیا تا سال ۱۴۰۲ که عمدتاً در پروژه‌های عمرانی و انتقال آب ستاد احیا بودند، در این سال خبر خشک شدن دریاچه ارومیه برای احیا مخابره شد. از کارهای ستاد احیای دریاچه ارومیه در این دوره، اقدام برای اصلاح الگوی کشت و ارائه تجهیزات و روش‌های مدرن کشاورزی به کشاورزان با تسهیلات دولتی (که بیشتر وظیفه وزارت جهاد کشاورزی بود و نه نهاد تنظیم‌گر و حکمران آب)، اجرای طرح انتقال آب رود زاب به دریاچه ارومیه با ۲ هزار و پانصد میلیون تومان هزینه ریالی و ۵۰۰ میلیون دلار هزینه دلاری (جمعا ۱٫۱ میلیارد دلار) و همچنین رد کردن طرح کوچک کردن دریاچه ارومیه برای کاهش تبخیر آب و مخالفت با طرح انتقال آب دریای خزر به دریاچه ارومیه در سال ۱۳۹۳ به دلیل به هم خوردن اکوسیستم دریاچه و حذف آن از راهکارهای ۲۷ گانه برای احیای دریاچه ارومیه بود. با لغو شدن انتقال آب دریای خزر به دریاچه ارومیه، در سال ۱۳۹۵ دولت ایران کنوانسیون رژیم حقوقی دریای خزر که طبق آن برداشت بیش از ۹۰ میلیون متر مکعب آب از این دریا را صرفاً با موافقت بقیه اعضا ممکن می‌نمود امضا کرد.
در تاریخ ۲۹ تیر ۱۴۰۱، عیسی کلانتری از مدیریت اجرایی احیای دریاچه ارومیه برکنار شد و محمد صادق معتمدیان، استاندار آذربایجان غربی به این سمت منصوب شد.
طبق بررسی‌های عملکردی ستاد احیای دریاچه ارومیه در این دوره، سطح زیر کشت آبی در حوضه دریاچه اورمیه در این ۹ سال نه تنها کاهش نیافت، بلکه ۷۰ هزار هکتار تا ۱۴۰ هزار هکتار افزایش یافت، درصد مصرف منابع آب حوضه در بخش کشاورزی در سال ۱۴۰۲ بدون تغییر نسبت به سال ۱۳۹۲ در حدود ۹۰ درصد شد و تعداد چاه‌های غیرمجاز در حوضه دریاچه ارومیه فقط از سال ۱۳۹۸ تا ۱۴۰۲ به میزان ۳۰ هزار حلقه رشد کرد.

### تخلیه انبارهای تدارکاتی در شروع دولت روحانی
کلانتری در دوره‌ای که ریاست ستاد احیای دریاچه ارومیه را بر عهده داشت بیان می‌کند که: «وقتی حسن روحانی و کابینه اش دولت را از احمدی‌نژاد تحویل می‌گرفتند، همه انبارهای تدارکاتی کشور خالی بود … خوراک دام، کود، سم، بذر و همه اینها صفر بود.» با بیان این موضوع آن را تخلف معرفی کرده و بیان می‌کند در زمان انتقال به دولت آقای احمدی‌نژاد طبق دستور آقای خاتمی (در زمان رئیس‌جمهور بودن) این انبارها باید تا چند ماه پر باشند تا دولت جدید بتواند تدارکات خود را انجام دهد، «اما دولت احمدی‌نژاد ناجوانمردانه عمل کرد.» این ادعا درحالی بود که رئیس کلانتری در این زمان و معاون اول رئیس‌جمهور در زمان تحویل دولت موجودی انبارهای کالاهای اساسی را بررسی کرده و بیان کرده‌بند موجودی انبارها در وضعیت خوبی قرار دارد. همچنین مهدی غضنفری وزیر سابق صنعت، معدن و تجارت که مسئول تأمین موجودی این انبارها بود در سال‌های بعد بیان می‌کند دقیقاً مطابق دستورالعمل‌های قبلی انبارهای کالاهای اساسی موقع تحویل دولت پر شده بود و ۳ تا ۶ ماه ذخایر داشتند و برای تأمین مواد بعد از آن نیز هماهنگی‌ها و خریدها انجام شده بود و تمام آمارهای مربوط به این انبارها در سایت وزارت صنعت، معدن و تجارت قرار دارد. وی ادعای خالی بودن انبارهای کالاهای اساسی در زمان شروع دولت حسن روحانی را یک دروغ آشکار معرفی می‌کند که برای آماده کردن ذهن مردم برای مذاکرات برجام و اینکه چاره‌ای جز آن نیست انجام شد.

### ادعای جانمایی سد گتوند و شور کردن خوزستان
کلانتری در سال ۱۳۹۴، درحالی‌که سمت رسمی ریاست ستاد احیای دریاچه ارومیه و مشاور معاون اول رئیس‌جمهور را در دولت ایران بر عهده داشت بیان می‌کند که سد گتوند در استان خوزستان را شرکت‌های آمریکایی در ۱۵ کیلومتر بالاتر از مکان احداث شده جایابی شده بود که پس از انقلاب مکان جایابی‌شده را به مکانی که احداث شد منتقل کردند و این کار باعث شور شدن جلگه خوزستان شد. همچنین ادعا می‌کند که متولیان ساخت سد گتوند زیرمجموعه شرکت توسعه منابع آب و نیروی ایران روی سازند گچساران در این سد پتوی رسی کشیدند، برای اینکه آب با نمک تماس پیدا نکند و حل نشود، ولی «با نخستین آبگیری در سد، هم رس‌ها در آب حل شد و نمک‌ها وارد آب شیرین شد و آن را (آب مخزن سد گتوند را) تبدیل به آب شور غیرقابل استفاده کرد» و بیان می‌کند برای همین «مجریان این پروژه به خاطر اجرای آن باید محاکمه شوند.» همچنین در مصاحبه‌های متعدد دیگری بیان می‌کند: «آب خوزستان را با اشتباه مهندسی محرز (سد گتوند) شور کردیم.»
این سه ادعای کلانتری در رسانه‌ها به شکل گسترده بازتاب داده شد و حمل بر ناکارآمدی و غیرقابل اعتماد بودن سخنان مسئولان و متخصصان وزارت نیروی ایران، شرکت توسعه منابع آب و نیروی ایران و دیگر شرکت‌ها و سازمان‌های مرتبط با این پروژه شد که اظهارات متناقضی بیان می‌کردند. سال‌ها منتقدان با ارجاع به کلانتری مدعی شدند سد گتوند عامل اصلی یا جدی شوری آب رود کارون و جلگه خوزستان بوده. تکذبیه‌های وزارت نیرو و شرکت‌های تابعه در رد و اصلاح این دو ادعای این مقام ارشد دولت ایران، در شفاف‌سازی موضوع نزد افکار عمومی اثر چندانی نگذاشت تا اینکه مطالعات در مورد سد گتوند و علاج بخشی آن به مؤسسه آب دانشگاه تهران سپرده شد و این هیئت بعد از چند سال کار و تحقیق به صورت مستقل، دو گزارش منتشر کرد که در آن‌ها و مصاحبه‌های بعد از انتشار این گزارش‌ها سه ادعای جایابی سد گتوند قبل از انقلاب در مکانی بالاتر، اصلاً انجام مطالعات جایابی سد گتوند قبل از انقلاب، کشیدن پتوی رسی در بخشی از مخزن سد برای حل نشدن نمک در آب و اینکه سد گتوند عامل اصلی یا جدی شوری رود کارون یا جلگه خوزستان است از اساس می‌شوند و ادعای اول و دوم واقعیت بیرونی تاریخی و فنی نداشته‌اند و ساختگی بوده‌اند.

### میزان برداشت آب از آبخوان‌ها
کلانتری در سال ۱۳۹۴ با اشاره به اینکه برداشت آب از چاه‌ها در ۸ سال دوره دولت قبل از خود در زمان ریاست محمود احمدی‌نژاد ۷۵ میلیارد متر مکعب بوده، در توصیف این میزان برداشت‌ها بیان می‌کند که «احمدی‌نژاد نسل‌کشی کرد». او دلیل بزرگ بودن این اشتباه که عنوان نسل‌کشی به آن می‌دهد را این معرفی می‌کند که میزان برداشت از آبخوان‌ها در دوره دولت محمد خاتمی ۳۲ میلیارد و در دولت هاشمی رفسنجانی ۱۱ میلیارد متر مکعب بوده است. این اظهارات مشاور معاون اول رئیس‌جمهور ایران درحالی انجام شد که طبق آمارهای وزارت نیروی دولت روحانی، میزان برداشت آب سالانه از آبخوان‌ها در پایان دولت نهم و دهم در ایران کمتر از این میزان در شروع این دولت و سال پایانی دولت محمد خاتمی در ایران شده بود و این کاهش با وجود گذشت ۸ سال زمان و اضافه شدن صدها هزار چاه مجاز و غیرمجاز رخ داد؛ یعنی نرخ برداشت از آبخوان‌ها در پایان دولت احمدی‌نژاد در سطح سال آخر ریاست جمهوری محمد خاتمی حفظ شده بود و در برخی استان‌ها مثل تهران و مازندران، میزان برداشت از آبخوان‌ها در پایان دولت احمدی‌نژاد کمتر از سال پایانی دولت محمد خاتمی شده بود. در این دوره، این کاهش برداشت از آبخوان‌ها عمدتاً از سال ۱۳۸۹ تا ۱۳۹۲ رخ داد که به کاهش برداشت از چاه‌های آب غیرمجاز با تعیین تکلیف آن‌ها از سال ۱۳۸۹ تا ۱۳۹۲ در ایران طبق قانون مرتبط و آیین‌نامه اجرایی قانون تعیین تکلیف چاه‌های آب غیرمجاز انجام شد.

## سازمان حفاظت محیط زیست
حسن روحانی، رئیس‌جمهور وقت، عیسی کلانتری را در سال ۱۳۹۶، همزمان با آغاز فعالیت دولت دوازدهم، به‌عنوان معاون رئیس‌جمهور و رئیس سازمان حفاظت محیط زیست منصوب کرد و او تا پایان دولت دوازدهم در سال ۱۴۰۰ این سمت را برعهده داشت.
با شروع ریاست کلانتری به سازمان حفاظت محیط زیست، برخی اظهارات و کارهای او جنجالی شد که از این موارد می‌توان به جمله: یوزپلنگ چیست که می‌خواهید (در سازمان حفاظت محیط زیست) از او حمایت کنید و مسئله‌ای جزئی است یا اینکه: «فعالان محیط‌زیستی یا نمی‌فهمند، یا احساساتی‌اند یا نمی‌دانند که چه می‌گویند» جنجالی شد. همچنین در این دوره دفتر مسئولیت ارزش‌گذاری اقتصادی منابع طبیعی منحل شد. برخی از متخصصان این سازمان طرفدار دفتر ارزش‌گذاری اقتصادی منابع طبیعی بودند ولی مخالفان، این دفتر را به ایدئولوژی‌زده بودن و پیروی از مکتب‌های ارزشی و اقتصاد نامتعارفی مثل اقتصاد اکولوژیک و دور شدن از اصول اقتصاد متعارف محیط زیست متهم می‌کردند.

### محصولات تراریخته
در دوره اول حسن روحانی علی‌رغم تمایل دولت، سازمان حفاظت محیط‌زیست ایران با عرضه محصولات تراریخته مخالف بود که در دوره دوم ریاست جمهوری با جانشینی عیسی کلانتری به جای معصومه ابتکار در سمت ریاست این سازمان، این مانع برطرف شد.

## عملکرد و دیدگاه‌ها

### لزوم مدیریت منابع آب به صورت شورایی قانونی
کلانتری ناترازی آب در ایران را نه ناشی از ناکارآمدی اندیشه متولیان امر و ساختارهای مدیریتی که ایجاد کردند، بلکه قانون توزیع عادلانه آب سال ۱۳۶۱ می‌داند که مدیریت این منابع و سیاست‌گذاری در این حوزه را به صورت متمرکز به وزارت نیرو، به عنوان نهاد غیر ذی‌نفع در مصرف این منابع در بخش مربوط به خود سپرده. از آنجا که او مدیریت کلان منابع آب و سیاست‌گذاری آبی که به وزارت نیرو سپرده شده را یک موضوع بین بخشی می‌داند، خواستار تغییر این قانون برای مدیریت شورایی و اشتراکی منابع آب توسط دستگاه‌های مختلف دست اندرکار و فقط سپردن اجرای کار به وزارت نیرو است و معتقد است بدین شکل مشکلات این بخش حل می‌گردند. او شورای عالی آب را، چون اختیار سیاست‌گذاری آبی مستقل از وزارت نیرو به این نهاد عمدتاً متشکل از نهادهای مصرف‌کننده عمده آب نمی‌دهد ناکارآمد می‌داند.

### دیدگاه سیاسی
او معتقد به دیدگاه‌های توسعه‌ای با در نظر گرفتن تمامی مقتضیات کشور و براساس قوانین جمهوری اسلامی ایران است. در انتخابات ۹۲ و ۹۶ از روحانی حمایت کرده و با مواضعی که به زعم او رادیکالی است و کشور را دچار مشکل می‌کند مخالف است.

### آلودگی هوای تهران
عیسی کلانتری در دی ماه سال ۱۳۹۹ در طی تشدید آلودگی هوای تهران در مصاحبه با روزنامه همدلی از مردم خواست در مصرف سوخت صرفه‌جویی کنند. بدین منظور او از مردم خواست برای عبور از بحران آلودگی هوا، مردم در رخت خواب لخت شوند و در اتاق نشیمن لباس بپوشند. او گفته است «پالایشگاه‌های مدرن ۵ درصد مازوت تولید می‌کنند، ولی پالایشگاه‌های ما ۴ برابر بیشتر مازوت تولید می‌کنند. درنتیجه هوا بد می‌شود و دولت باید جواب دهد. همه این‌ها وصل به انرژی است و انرژی هم آلاینده است. مردم هم واقعاً باید همکاری کنند. دمای۲۴ درجه برای زندگی کردن مردم در خانه کافی است، ولی مردم در خانه می‌خواهند لخت شوند و دما را افزایش می‌دهند که این در مصرف انرژی کار آمد است.»

### مخالفت با طرحهدفمندی یارانه‌ها
کلانتری در دی ماه ۱۳۹۲ در طی یادداشتی دربارهٔ طرح هدفمندی یارانه‌ها در روزنامه آرمان می‌گوید: «هدفمندی یارانه‌ها و اعتباراتی که برای آن در نظر گرفته شده است، تاکنون آثاری مانند افزایش تورم، افزایش نقدینگی و کاهش قدرت خرید مردم را در پی داشته است» و آن را عامل اینکه دهک‌های اول و دوم جامعه بیشترین سود را از آن برده‌اند و همچنین افزایش قیمت تمام شده محصولات کشاورزی می‌داند. او می‌گوید این طرح در ذات سودمند است ولی از دولت جدید می‌خواهد تا به فکر بازنگری جدی طرح هدفمندی یارانه‌ها باشد.

## حواشی
یک هفته پس از حادثه واژگونی اتوبوس حامل خبرنگاران محیط زیست، کلانتری در جمع خبرنگاران حادثه‌دیده حاضر شد، طرز نشستن او مقابل یکی از حادثه‌دیدگان که با بغض مشغول گفتگو با او بود، سبب بروز واکنش‌های بسیاری در فضای رسانه‌ای و اجتماعی ایران شد. او با دست و پاهای باز مقابل زینب رحیمی که با ناراحتی وقایع را شرح می‌داد لم داده بود، این حرکت او دور از ادب و توهین‌آمیز تلقی شد. خود کلانتری در پاسخ به سؤال یک خبرنگار که از او راجع به این حواشی پرسشگری کرده بود، رفتار «همکاران خبرنگار» او را «مزخرف» خواند و گفت که «همیشه همینطوری می‌نشیند» و لزومی به عذرخواهی نمی‌بیند. همچنین تصاویر دیگری نیز از تشییع یکی از خبرنگاران کشته‌شده در این حادثه منتشر شد که کلانتری دوباره به همان شکل نشسته بود، در همین اثنا تصاویر نشستن کلانتری مقابل سید علی خامنه‌ای، رهبر جمهوری اسلامی ایران یا سید ابراهیم رئیسی منتشر شد که در برابر هردو، دست به سینه و با پاهایی جمع‌وجور نشسته بود، این رفتار او مقابل این مقامات عالی‌رتبه جمهوری اسلامی با عملکرد کلانتری در مواجهه با عامه مردم مقایسه شد.